# Islams hellige byer
 Der er for få eller ingen kildehenvisninger i denne artikel, hvilket er et problem. Du kan hjælpe ved at angive troværdige kilder til de påstande, som fremføres i artiklen.

Inden for islam er der flere hellige byer. De vigtigste er Mekka og Medina. En rettroende muslim bør mindst en gang i sit liv foretage en pilgrimsrejse til Mekka.
Indenfor Islam anses en række byer for hellige, herunder:
- Mekka
- Medina
- Jerusalem

| Islam | Spire Denne islamartikel er en spire som bør udbygges. Du er velkommen til at hjælpe Wikipedia ved at udvide den. |